# Правовой идеализм
Правово́й идеали́зм (юриди́ческий фетиши́зм) — гипертрофированное отношение к юридическим средствам, переоценка роли права и его возможностей, убеждённость, что с помощью законов можно решить все социальные проблемы.
Правовой идеализм является прямой противоположностью правового нигилизма, однако обе эти категории имеют сходные по содержанию последствия негативного характера. Категорию «правовой идеализм» ввёл в научный оборот в 1994 году профессор Н. И. Матузов в статье «Правовой нигилизм и правовой идеализм как две стороны одной медали»

## Проявления правового идеализма
Представители правового идеализма уверены, что принятие хороших законов сможет изменить существующее положение дел в лучшую сторону. Тем не менее, данная позиция не всегда верна. Право, несмотря на множество регуляторов, не всесильно, а правовые методы регулирования требуют соответствующих условий для их воплощения и создания подготовленной почвы для их действия.

## Правовой идеализм в Российской Федерации
В России правовой идеализм получил особое развитие и распространение в правовом сознании на уровне государственного аппарата власти, а в 1990-х годах — и в широких народных массах, соперничая с правовым нигилизмом.